# Фінал Кубка Іспанії з футболу 1915
Фінал Кубка Іспанії з футболу 1915 — футбольний матч, що відбувся 2 травня 1915 року. У ньому визначився 15-й переможець кубка Іспанії. Перемогу в матчі здобув «Атлетік» (Більбао), який розгромив «СКР Еспаньйол» з рахунком 5:0. Зіркою матчу став гравець Більбао Пічічі, який зробив хет-трик і допоміг своїй команді здобути перемогу.

## Шлях до фіналу
| Атлетік        | Атлетік   | Атлетік                  | Раунд      | Еспаньйол           | Еспаньйол | Еспаньйол                |
| -------------- | --------- | ------------------------ | ---------- | ------------------- | --------- | ------------------------ |
| Суперник       | Результат | Матчі                    |            | Суперник            | Результат | Матчі                    |
| Фортуна (Віго) | 5–1       | 0–0 на виїзді; 5–1 вдома | 1/2 фіналу | Сосьєдад Хімнастіка | 6–2       | 3–2 на виїзді; 3–0 вдома |

## Подробиці
| 2 травня 1915 |

| Атлетік (Більбао)                                        | 5:0      | Еспаньйол |
| -------------------------------------------------------- | -------- | --------- |
| Пічічі 4' (пен.), 43', 60' Субісаррета 69' Ечеваррія 70' | Протокол |           |

| Амуте, Ірун Глядачів: 5 000 Арбітр: Вальтер Ерманн |

|  |  |

|             |  |                     |  |
|             |  |                     |  |
| В           |  | Сесіліо Ібаррече    |  |
| З           |  | Луїс Уртадо         |  |
| З           |  | Луїс Марія Солаун   |  |
| ПЗ          |  | Хосе Местраїтуа     |  |
| ПЗ          |  | Хосе Марія Белаусте |  |
| ПЗ          |  | Хосе Каб'єсес       |  |
| Н           |  | Рамон Белаусте      |  |
| Н           |  | Луїс Ісета (к)      |  |
| Н           |  | Феліш Субісаррета   |  |
| Н           |  | Пічічі              |  |
| Н           |  | Герман Ечеваррія    |  |
| Тренер:     |  |                     |  |
| Біллі Барнс |  |                     |  |

|                    |  |                      |  |
|                    |  |                      |  |
| В                  |  | Педро Жіберт         |  |
| З                  |  | Сантьяго Массана (к) |  |
| З                  |  | Франсіско Армет      |  |
| ПЗ                 |  | Хуаніко Торрес       |  |
| ПЗ                 |  | Феліш де Помес       |  |
| ПЗ                 |  | Мануель Леммель      |  |
| Н                  |  | Еміліо Сампере       |  |
| Н                  |  | Хосе Марія Усобіага  |  |
| Н                  |  | Хуан Лопес           |  |
| Н                  |  | Франсіско Бру        |  |
| Н                  |  | Феліпе Ханер         |  |
| Тренер:            |  |                      |  |
| Хосе Гарсія Хардой |  |                      |  |